# حفاظت (فیلم ۱۹۸۷)
«حفاظت» (انگلیسی: Hifazat) فیلمی هندی است که در سال ۱۹۸۷ منتشر شد.